# Жена у црвеном
Жена у црвеном (енгл. The Woman in Red) је америчка филмска комедија Џина Вајлдера из 1984. године.
Када срећно ожењен породични човек, који никада не би размишљао о афери, сретне прелепу жену у црвеном, он је потпуно заљубљен и очајнички жели да се упозна са њом. Међутим, док покушава разне шеме да се искраде да је упозна, схвата да прељуба није тако лака као што изгледа.

## Радња
Једног дана, Теди се нађе само у огртачу, без гаћица, на избочини испред прозора лепотичине спаваће собе, а све то снима телевизија. Како се нашао у овој смешној ситуацији? Све је то због задивљујуће лепотице Шарлот, жене у црвеној хаљини. Теди Пирс има све што му је потребно за срећан живот — фину жену, децу, добар посао, пријатеље.
Све би било у реду, али он се очајнички досађује и пролази кроз кризу средњих година. Видевши задивљујућу лепотицу у лепршавој црвеној хаљини, он се лудо заљубљује у њу, а сада му је једини циљ да се попне у њен кревет. Све своје слободно време, тајно се бави предметом своје страсти, покушавајући по сваку цену да оствари своје планове. Његови пријатељи се много труде да га покрију; само је тренутак удаљен од испуњења своје вољене жеље, али...

## Улоге
| Глумац         | Улога        |
| -------------- | ------------ |
| Џин Вајлдер    | Теди Пирс    |
| Чарлс Гродин   | Бади         |
| Џозеф Болоња   | Џои          |
| Џудит Ајви     | Диди Пирс    |
| Мајкл Хадлстон | Мајки        |
| Кели Леброк    | Шарлот       |
| Џилда Раднер   | гђица Милнер |